# Banduna
Banduna è il secondo romanzo di Alessandro Mari, edito da Feltrinelli nel 2012 in formato ebook, in dodici uscite a cadenza settimanale. 
È un omaggio al feuilleton che si avvale delle possibilità consentite dalle tecnologie digitali di interazione coi lettori.

## Storia editoriale
Con quest'opera, Feltrinelli ha lanciato la sua collana di edizioni digitali Zoom.
Una piattaforma web legata all'opera ha permesso ai lettori di suggerire gli sviluppi da far prendere alla storia ed esprimere il gradimento per i personaggi e il loro operato. Dopo aver scritto i primi tre capitoli, infatti, i nove successivi sono stati elaborati da Mari in “tempo reale”, pochi giorni prima della pubblicazione.

## Contenuto
Nel 1859 (circa 10 anni dopo la fine degli avvenimenti narrati da Mari nel romanzo d'esordio Troppo umana speranza), a Banduna, una cittadina di fantasia dell'Italia meridionale, vive una comunità di personaggi criminali e ribelli, che cercano di rifondare le proprie vite in questo luogo desolato a seguito di un devastante terremoto. La routine viene spezzata dall'arrivo di feroci soldati, che reclamano quelle terre per conto di un duca.

### Sommario
- Andare al terremoto
- Benvenuto a Banduna
- Fuoco a tutto il mondo
- Di ogni luogo è l'anima
- Pezzo a pezzo
- Vittima della vittima
- Dalla culla alla tomba
- La terra oscura il mattino
- La legge e la Luna capovolta
- Il principe dei porci
- La Ruota di Fortuna
- Il malo giorno